# Sonnenblumenrost
Der Sonnenblumenrost (Puccinia helianthi) ist eine Ständerpilzart aus der Ordnung der Rostpilze (Pucciniales). Der Pilz ist ein Endoparasit der Korbblütlergattungen Helianthus, Iva und Heliopsis. Symptome des Befalls durch die Art sind Rostflecken und Pusteln auf den Blattoberflächen der Wirtspflanzen. Sie ist weltweit verbreitet. 

## Merkmale

### Makroskopische Merkmale
Puccinia helianthi ist mit bloßem Auge nur anhand der auf der Oberfläche des Wirtes hervortretenden Sporenlager zu erkennen. Sie wachsen in Nestern, die als gelbliche bis braune Flecken und Pusteln auf den Blattoberflächen erscheinen.

### Mikroskopische Merkmale
Das Myzel von Puccinia helianthi wächst wie bei allen Puccinia-Arten interzellulär und bildet Saugfäden, die in das Speichergewebe des Wirtes wachsen. Ihre Spermogonien wachsen überwiegend oberseitig auf den Wirtsblättern. Die blattunterseitig wachsenden Aecien der Art sind kurzzylindrisch und stehen in Gruppen. Sie besitzen 20–25 × 16–21 µm große, kugelige bis ellipsoide, farblose Aeciosporen mit warziger Oberfläche. Die meist blattunterseitig wachsenden Uredien des Pilzes sind zimtbraun. Ihre ebenfalls zimtbraunen Uredosporen sind 26–33 × 18–22 µm groß, eiförmig bis langellipsoid und stachelwarzig. Die beid- oder vorwiegend blattunterseitig wachsenden Telien der Art sind schwarzbraun, kompakt und früh unbedeckt. Die goldenen bis hellkastanienbraunen Teliosporen sind zweizellig, in der Regel lang eiförmig bis langellipsoid und 38–60 × 21–30 µm groß. Ihre Stiele sind farblos und bis zu 170 µm lang.

## Verbreitung
Das bekannte Verbreitungsgebiet von Puccinia helianthi umfasst die gesamte Welt.

## Ökologie
Die Wirtspflanzen von Puccinia helianthi sind verschiedene Helianthus-, Iva- und Heliopsis-Arten. Der Pilz ernährt sich von den im Speichergewebe der Pflanzen vorhandenen Nährstoffen, seine Sporenlager brechen später durch die Blattoberfläche und setzen Sporen frei. Die Art durchläuft einen makrozyklischen Entwicklungszyklus mit Spermogonien, Aecien, Telien und Uredien, vollzieht aber keinen Wirtswechsel (autözisch).